# مغامرات فريد (مسلسل إسباني)
مغامرات فريد أو فريد المحظوظ (Lucky Fred) هو مسلسل رسوم متحركة إسباني من تأليف ميريام باليستيروس وإنتاج إيميرا للترفيه، تلفزيون كاتالونيا، شركة راي فيكشن الإيطالية وشركة توب درو أنيميشن الفلبينية.

## القصة
أثناء تجوله في المدينة، يلتقي فريد بآلي يدعى فرياداي يملك القدرة على التحول إلى أي جهاز يريده. بمساعدتهما، تحمي العميلة برينز كوكب الأرض من الأخطار الداهمة.

## الأصوات العربية
- حسن مهدي: فريد
- شربل أيوب: فرايداي
- ندى نصر: العميلة برينز
- فادي الرفاعي: القائد، مورت
- رالين داغر: نورا
- رنا الرفاعي: كوركي
- خليل الحاج علي: سير بيرسيفال
- عماد فغالي: إدي

## وصلات خارجية
- لاكي فريد على موقع IMDb (الإنجليزية)
- لاكي فريد على موقع كينوبويسك (الروسية)
- لاكي فريد على موقع قاعدة بيانات الفيلم (الإنجليزية)
- ويكي مغامرات فريد